# Agrippinus
Agrippinus Karthágó legkorábbi, név szerint ismert és a 3. században élt püspöke volt. Életéről és munkásságáól nagyon keveset tudunk. Utódai közül Ciprián és Ágoston is többször emliti azt a zsinatot, amelyet 235 körül 70 püspök részvételével tartott és többek között az eretnekségből megtérők megkeresztelésének lehetőségét vitatták meg. A zsinat végül úgy döntött, hogy meg kell őket keresztelni.